# Heat Waves
«Heat Waves» — песня британской рок-группы Glass Animals, вышедшая 29 июня 2020 в качестве 4-го сингла с третьего студийного альбома Dreamland (2020). Он был выпущен вместе с музыкальным клипом. Группа провела конкурс ремиксов на трек, в котором победил 19-летний британский продюсер Шакур Ахмад, а его ремикс был выпущен группой вместе с ремиксом американского ди-джея Diplo в августе 2020 года. В другом ремиксе используется вокал американского пуэрто-риканского рэпера Iann Dior.
«Heat Waves» — самый успешный сингл группы на сегодняшний день, он стал хитом номер один во всем мире, вошёл в пятерку лучших хитов в нескольких европейских странах и занял первое место в Австралии, Швейцарии и США, где он занял первое место в Billboard Hot 100 после рекордных 59 недель нахождения в чарте. «Heat Waves» достиг первого места в американском рок-чарте Hot Rock & Alternative Songs. К сентябрю 2021 года песня набрала более миллиарда прослушиваний на Spotify.
Сингл стал лучшей песней 2022 года в США по данным журнала Billboard.

## Композиция
Бейли заявил, что «Heat Waves» это песня «о потерях и тоске, и, в конечном итоге, о понимании того, что вы не можете что-то спасти».
Он сказал: «Кроме того, эта песня о воспоминаниях, она очень ностальгическая, и иногда люди чувствуют это зимой. Может быть, отчасти поэтому эта песня просуществовала так чертовски долго — все заперты внутри и заперты в своих собственных мыслях».
Песня «Heat Waves» начинается на высоком уровне, затем опускается в отчаяние, а затем снова поднимается для весёлого, оптимистичного финала, что очень похоже на гребни и впадины настоящей волны. Бэйли придумал аккорды в один прекрасный день, играя на гитаре. Он написал текст всего за час, на что его подтолкнула смерть близкого друга, чей день рождения был в июне.
«Heat Waves» пример того, как Dreamland включил элементы хип-хопа и электропопа в звучание Glass Animals. В ней и в «Space Ghost Coast to Coast» они отказались от акустической перкуссии и маримбы в пользу звуков драм-машины Roland TR-808 и скрипучих хай-хэтов. Ханна Майлреа из NME классифицировала песню как «серьёзный R&B, пропущенный через фильтр Glass Animals», а Ян Коэн из Pitchfork утверждал, что его гитары «могли бы быть взяты из любого количества „волнистых хип-хоп“ сэмплов, предназначенных для имитации „Ivy“ Фрэнка Оушена за счёт бюджета продюсера в спальне». Основная тема Dreamland — погоня за кратковременными удовольствиями, чтобы справиться с жизненными трудностями, например, вожделение к другим. В песне «Heat Waves» Бэйли неоднократно поёт: «Иногда всё, о чем я думаю, это ты/Поздними ночами в середине июня».

## Отзывы
Такие критики, как Робин Мюррей, Оуэн Ричардс и Роб Уотерс, оценили «Heat Waves» как «потрясающе эффективный» поп-трек, «построенный на восхитительном груве и использующий очень обычные лирические структуры», при этом содержащий достаточно уникальных для Glass Animals элементов, чтобы привлечь к ним больше слушателей. Итан Гордон из No Ripcord в целом нашел Dreamland «столь же мгновенно раздражающим, сколь и бесконечно забываемым» из-за того, что сочетание трэп-перкуссии и синтезаторов в нём в основном «натянутое и неприятное»; однако он счёл «Heat Waves» «самой сильной» смесью этих звуков.

## Коммерческий успех
«Heat Waves» стал мировым хитом и наиболее успешным в карьере группы. Он занял первое место в австралийском Triple J Hottest 100 of 2020, что сделало Glass Animals первым британским коллективом, который возглавил этот хит-парад с тех пор, как Mumford & Sons победил в чарте в 2009 году с песней «Little Lion Man». Сингл затем провёл шесть недель на первом месте в австралийском хит-параде ARIA Singles Chart и попал в top-20 в нескольких других странах. 13 ноября 2021 года «Heat Waves» достиг номера 10 в американском хит-параде Billboard Hot 100 на его 42 неделе нахождения в этом чарте, побив рекорд по длительности поднятия до лучшей десятки top-10, ранее принадлежавший хиту «Before He Cheats» (Carrie Underwood, 2007).
4 декабря 2021 года сингл достиг 7-го места в Hot 100. 15 января 2022 года «Heat Waves» поднялся до 3 места в Hot 100, завершая рекордное 51-недельное восхождение в чарте до первой пятерки; сингл (который дебютировал на 100-й позиции 16 января 2021 года) превзошел 45-недельное путешествие сингла Габби Барретт «I Hope» в 2020 году. Песня поднялась с 4 на 2-е место и стала новым рекордом Hot 100 (после того, как она ранее занимала 3-е место в чарте). Песня заняла второе место на 57-й неделе пребывания в чарте, побив рекорд самого длительного подъёма в Топ-2, который ранее принадлежал песне Мэрайи Кэри «All I Want for Christmas Is You» (35 недель, в течение нескольких сезонов, пока классика 1994 года впервые не стала номером 1 в декабре 2019 года).
Песня 36 недель возглавляла рок-чарты Hot Rock & Alternative Songs и Hot Alternative Songs (в дату на 4 июня 2022).
12 марта 2022 года песня «Heat Waves» поднялась на первое место Hot 100 спустя 59 недель нахождения в чарте (2021—2022), что стало новым рекордом американского хит-парада за всю его историю. Прошлый рекорд был равен 35 неделям от дебюта до первого места и принадлежал он Mariah Carey — «All I Want for Christmas Is You». 6 августа 2022 года песня проводила свою 80-ю неделю в Топ-100 (третий результат в истории).
Песня пробыла 91 неделю в Hot 100 (рекорд) и возглавляла 12 разных чартов Billboard: Hot 100 (5 недель на № 1), Hot Rock & Alternative Songs (37 недель на № 1), Hot Rock Songs (37), Hot Alternative Songs (37), Radio Songs (6), Alternative Airplay (3), Pop Airplay (2), Adult Pop Airplay (2), Alternative Streaming Songs (37), Alternative Digital Song Sales (7), Billboard Global 200 (6) и Global Excl. U.S. (3).

## Музыкальное видео
Музыкальное видео было снято Колином Ридом и премьера состоялась 29 июня 2020 года. В нём показан фронтмен Дэйв Бейли, идущий по улицам Восточного Лондона, тащащий тележку с несколькими телевизорами, что было снято его соседями с помощью телефонов во время локадауна пандемии COVID-19, прежде чем прибыть на место встречи, установить телевизоры на сцене, чтобы показать его товарищам по группе, играющим на своих инструментах, и спеть оставшуюся часть песни. Бейли назвал это «любовным письмом к живой музыке, культуре и единству, окружающим её».

## Список композиций
| №  | Название     | Длительность |
| -- | ------------ | ------------ |
| 1. | «Heat Waves» | 3:58         |

| №  | Название                   | Длительность |
| -- | -------------------------- | ------------ |
| 1. | «Heat Waves» (Diplo remix) | 2:21         |

| №  | Название                   | Длительность |
| -- | -------------------------- | ------------ |
| 1. | «Heat Waves» (Riton remix) | 2:40         |

| №  | Название                   | Длительность |
| -- | -------------------------- | ------------ |
| 1. | «Heat Waves» (с Iann Dior) | 2:55         |
| 2. | «Heat Waves»               | 3:58         |

| №  | Название                          | Длительность |
| -- | --------------------------------- | ------------ |
| 1. | «Heat Waves» (Sonny Fodera remix) | 3:11         |

| №  | Название                            | Длительность |
| -- | ----------------------------------- | ------------ |
| 1. | «Heat Waves» (Oliver Heldens remix) | 4:03         |

| №  | Название                            | Длительность |
| -- | ----------------------------------- | ------------ |
| 1. | «Heat Waves»                        | 3:58         |
| 2. | «Heat Waves» (Oliver Heldens remix) | 4:03         |
| 3. | «Heat Waves» (Riton remix)          | 2:40         |
| 4. | «Heat Waves» (Sonny Fodera remix)   | 3:11         |

## Чарты
| Чарт (2021)                                  | Высшая позиция |
| -------------------------------------------- | -------------- |
| Австралия (ARIA)                             | 1              |
| Австрия (Ö3 Austria Top 40)                  | 2              |
| Бельгия/Фландрия (Ultratop 50)               | 4              |
| Бельгия/Валлония (Ultratop 50)               | 7              |
| Канада (Billboard Canadian Hot 100)          | 1              |
| Канада (Billboard AC)                        | 42             |
| Канада (Billboard CHR/Top 40)                | 22             |
| Канада (Billboard Hot AC)                    | 38             |
| Канада (Billboard Rock)                      | 35             |
| Чехия (Rádio — Top 100)                      | 29             |
| Чехия (Singles Digitál Top 100)              | 1              |
| Дания (Tracklisten)                          | 9              |
| Финляндия (Suomen virallinen lista)          | 7              |
| Франция (SNEP)                               | 14             |
| Германия (GfK)                               | 2              |
| Мир (Billboard Global 200)                   | 1              |
| Греция (IFPI)                                | 12             |
| Венгрия (Single Top 40)                      | 10             |
| Венгрия (Stream Top 40)                      | 2              |
| Индия (IMI)                                  | 1              |
| Ирландия (IRMA)                              | 5              |
| Италия (FIMI)                                | 40             |
| Литва (AGATA)                                | 2              |
| Малайзия (RIM)                               | 4              |
| Нидерланды (Dutch Top 40)                    | 2              |
| Нидерланды (Single Top 100)                  | 6              |
| Новая Зеландия (Recorded Music NZ)           | 3              |
| Норвегия (VG-lista)                          | 2              |
| Польша (Polish Airplay Top 100)              | 10             |
| Португалия (AFP)                             | 4              |
| Румыния (Airplay 100)                        | 63             |
| Россия (TopHit)                              | 99             |
| Шотландия (OCC Scotland)                     | 73             |
| Сингапур (RIAS)                              | 7              |
| Словакия (Rádio — Top 100)                   | 2              |
| Словакия (Singles Digitál Top 100)           | 1              |
| ЮАР (RISA)                                   | 11             |
| Испания (PROMUSICAE)                         | 49             |
| Швеция (Sverigetopplistan)                   | 6              |
| Швейцария (Schweizer Hitparade)              | 1              |
| Великобритания (OCC UK Singles)              | 5              |
| США (Billboard Hot 100) ·                    | 1              |
| США (Billboard Adult Contemporary)           | 11             |
| США (Billboard Adult Pop Airplay)            | 1              |
| США (Billboard Hot Rock & Alternative Songs) | 1              |
| США (Billboard Pop Airplay)                  | 1              |
| США (Billboard Rock & Alternative Airplay)   | 5              |

| Чарт (2020)                                 | Позиция |
| ------------------------------------------- | ------- |
| US Hot Rock & Alternative Songs (Billboard) | 49      |

| Чарт (2021)                                 | Позиция |
| ------------------------------------------- | ------- |
| Canada (Canadian Hot 100)                   | 13      |
| Germany (Official German Charts)            | 19      |
| Global 200 (Billboard)                      | 17      |
| Switzerland (Schweizer Hitparade)           | 9       |
| US Billboard Hot 100                        | 16      |
| US Hot Rock & Alternative Songs (Billboard) | 2       |
| US Mainstream Top 40 (Billboard)            | 46      |
| US Rock Airplay (Billboard)                 | 19      |

| Чарт (2022)               | Позиция |
| ------------------------- | ------- |
| Canada (Canadian Hot 100) | 3       |
| Global 200 (Billboard)    | 2       |
| US Billboard Hot 100      | 1       |

## Сертификации
| Регион | Сертификация   | Продажи    |
| --- | -------------- | ---------- |
| Австралия (ARIA) | 15× Платиновый | 1 050 000  |
| Австрия (IFPI Austria) | 5× Платиновый  | 150 000    |
| Канада (Music Canada) | Бриллиантовый  | 800 000    |
| Дания (IFPI Danmark) | 2× Платиновый  | 180 000    |
| Франция (SNEP) | Бриллиантовый  | 333 333    |
| Германия (BVMI) | Бриллиантовый  | 1 000 000  |
| Италия (FIMI) | 3× Платиновый  | 300 000    |
| Новая Зеландия (RMNZ) | 8× Платиновый  | 240 000    |
| Польша (ZPAV) | Бриллиантовый  | 250 000    |
| Португалия (AFP) | 6× Платиновый  | 60 000     |
| Испания (PROMUSICAE) | Платиновый     | 40 000     |
| Швейцария (IFPI Switzerland) | 6× Платиновый  | 120 000    |
| Великобритания (BPI) | 4× Платиновый  | 2 400 000  |
| США (RIAA) | 5× Платиновый  | 5 000 000  |
| Стриминг |                |            |
| Центральная Америка (CFC) | 2× Платиновый  | 14 000 000 |
| Греция (IFPI Greece) | 3× Платиновый  | 6 000 000  |
| Швеция (GLF) | 3× Платиновый  | 24 000 000 |
| Данные о продажах + прослушиваниях приведены только на основе сертификации. · Данные только о прослушиваниях приведены на основе сертификации. |                |            |

## История релиза
| Регион | Дата           | Формат                                          | Лейбл    | Ссылка  |
| ------ | -------------- | ----------------------------------------------- | -------- | ------- |
| США    | 9 февраля 2021 | Contemporary hit radio Adult contemporary radio | Republic | [ 111 ] |